# Strong (Bier)

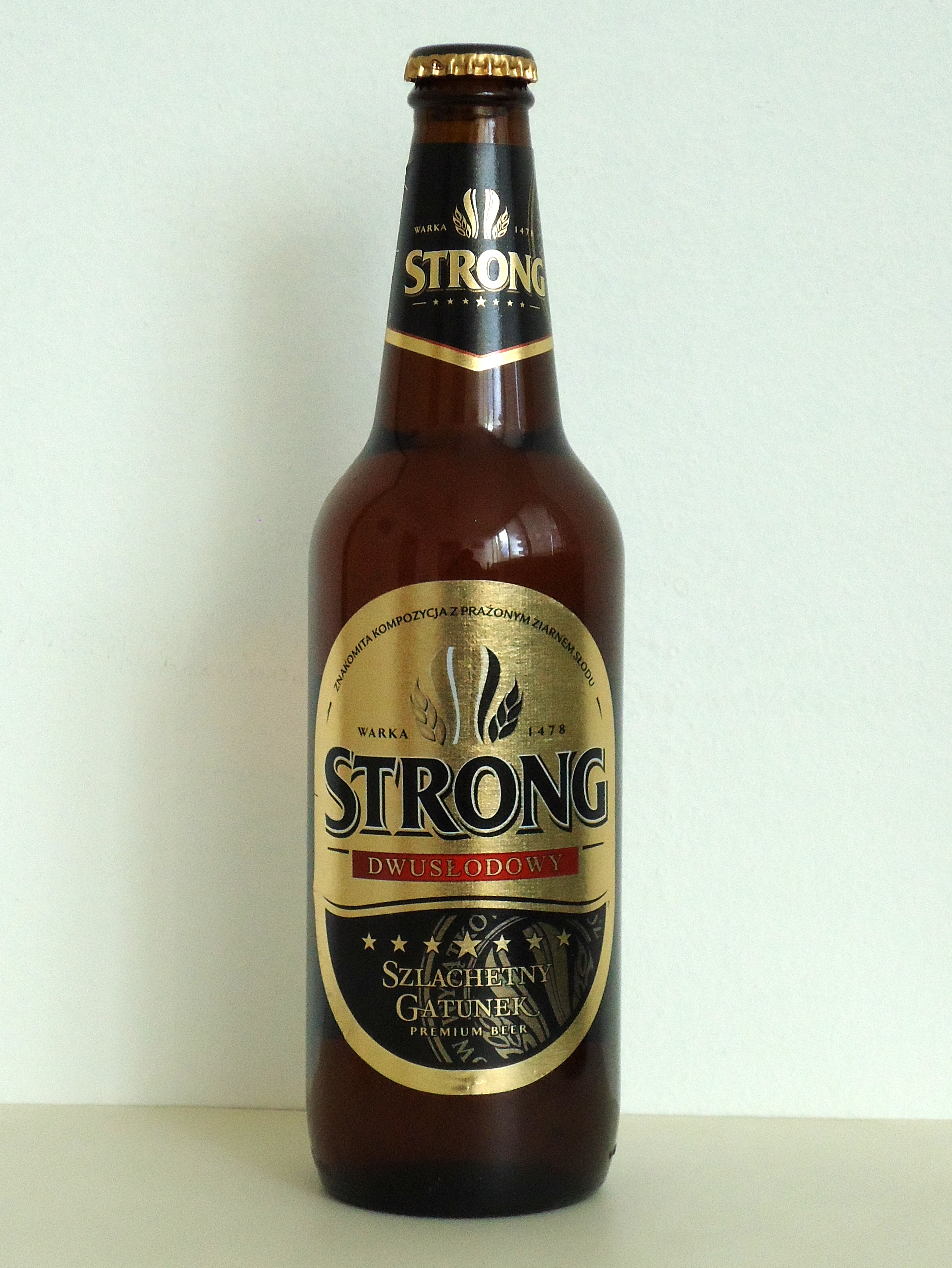
Bierflasche

Strong ist ein helles Bier aus Polen mit einem Alkoholgehalt von 6,5 % Vol. Es wird in der Brauerei in Warka gebraut, die zur Grupa Żywiec gehört, die wiederum Teil des Heineken-Konzerns ist. Die Tradition des Bierbrauens in Warka stammt aus dem 15. Jahrhundert. Im Logo sind zwei Gerstenhalme.